# Удянська
Удя́нська — залізничний зупинний пункт Харківської дирекції Південної залізниці, що знаходиться в селищі міського типу Безлюдівка і є транспортним вузлом. Пересадка на маршрутне таксі № 1167. Поїзди далекого прямування на платформі Удянська не зупиняються. Кількість платформ 2. Тарифна зона 3

## Споруди
Дві прямі низькі бокові платформи. Будівля вокзалу з касою та туалетом.

## Потяги
Ділянка Основа — Зміїв обслуговується виключно електропоїздами ЕР2, ЕР2P, ЕР2Т депо Харків. У парному напрямку поїзди йдуть до станцій Харків-Пасажирський, Левада, у непарному — до станцій Зміїв, Шебелинка, Балаклія, Савинці, Ізюм